# Liste des lieux historiques nationaux du Canada au Manitoba
Voici la liste des lieux historiques nationaux du Canada (anglais : National Historic Sites of Canada) situé au Manitoba. En mai 2012, on compte 57 lieux historiques nationaux au Manitoba, dont neuf sont administrés par Parcs Canada. À ce nombre, il faut ajouter aussi trois sites qui ont perdu leur désignation.
Les noms des sites correspondent à ceux donnés par la commission des lieux et monuments historiques du Canada, qui peuvent être différents de ceux donnés par le milieu local.

## Lieux historiques nationaux
| Lieu                                                                          | Désignation | Municipalité                                              | Description | Photo                         |
| ----------------------------------------------------------------------------- | ----------- | --------------------------------------------------------- | --- | ----------------------------- |
| Ancien édifice de l'Union Bank of Canada et son annexe                        | 1996        | Winnipeg 49° 53′ 56″ N, 97° 08′ 22″ O                     | Premier gratte-ciel de l'Ouest du Canada; témoigne du rôle des finances dans l'expansion de l'Ouest (1903-1904)                                                                           |                               |
| Appartements Roslyn Court                                                     | 1991        | Winnipeg 49° 52′ 50″ N, 97° 08′ 49″ O                     | Bel immeuble d'habitation de style néo-Queen Anne construit en 1909 |                               |
| Base de lancement de fusées de recherche de Churchill                         | 1988        | Churchill 58° 44′ 03″ N, 93° 49′ 13″ O                    | Centre de recherches sur la haute atmosphère |                               |
| Bataille de Seven Oaks                                                        | 1920        | Winnipeg 49° 55′ 55″ N, 97° 07′ 16″ O                     | Escarmouche entre des Métis et des colons de la rivière Rouge (1816) |                               |
| Brockinton                                                                    | 1973        | Two Borders (en) 49° 08′ 51″ N, 101° 01′ 47″ O            | Site de la période pré-contact tardive, phase correspondant à la culture Blackduck |                               |
| Camp Hughes                                                                   | 2011        | North Cypress-Langford (en) 49° 53′ 01″ N, 99° 33′ 05″ O  | Plus de 38 000 soldats ont été entraînés à cette base militaire durant la Première Guerre mondiale, en particulier ceux qui ont combattu à la Bataille de la crête de Vimy.               | Scène du camp Hughes          |
| Canal de dérivation de la rivière Rouge                                       | 2000        | Winnipeg 50° 05′ 24″ N, 96° 56′ 03″ O                     | Réalisation technique remarquable, comme système de protection contre les inondations |                               |
| Centre d'inscription de l'entrée Est du parc du Mont-Riding                   | 1992        | Division No. 17, Unorganized 50° 40′ 58″ N, 99° 33′ 20″ O | Trois édifices de style Rustique construits lors du programme de relance économique consécutif à la Crise                                                                                 |                               |
| Couvent des Sœurs grises                                                      | 1958        | Winnipeg 49° 53′ 16″ N, 97° 07′ 23″ O                     | Vieille maison en bois (mission) construite en pièces sur pièces entre 1845 et 1851 | Musée de Saint-Boniface       |
| Dalnavert (en)                                                                | 1990        | Winnipeg 49° 53′ 09″ N, 97° 08′ 31″ O                     | Maison de style néo-Queen Anne de Hugh John Macdonald (1895) |                               |
| Édifice Confédération (en)                                                    | 1976        | Winnipeg 49° 53′ 55″ N, 97° 08′ 19″ O                     | Important gratte-ciel à charpente d'acier de Winnipeg, 1912 |                               |
| Édifice public de Portage la Prairie                                          | 1983        | Portage la Prairie 49° 58′ 21″ N, 98° 17′ 11″ O           | Édifice en pierre calcaire conçu par Thomas Fuller (1895-1898) |                               |
| Église anglicane Holy Trinity                                                 | 1990        | Winnipeg 49° 53′ 33″ N, 97° 08′ 32″ O                     | Beau spécimen du style néo-gothique de l'apogée victorien (1883-1884) |                               |
| Église anglicane St. Andrew's                                                 | 1970        | St. Andrews 50° 04′ 00″ N, 96° 58′ 35″ O                  | La plus vieille église en pierre de l'Ouest canadien; mise en chantier en 1845-1849 |                               |
| Église catholique ukrainienne Church of the Immaculate Conception             | 1996        | Springfield 50° 00′ 14″ N, 96° 46′ 22″ O                  | L'un des édifices les plus prestigieux et les mieux réussis du révérend Philip Ruh (en) (1930-52)                                                                                         |                               |
| Église catholique ukrainienne de la Résurrection                              | 1996        | Dauphin 51° 08′ 30″ N, 100° 03′ 41″ O                     | Œuvre de maturité et sommet de l'expression de l'identité ukrainienne dans l'établissement de Dauphin Block Settlement (1936-1939)                                                        |                               |
| Église ukrainienne St. Michael                                                | 1987        | Stuartburn (en) 49° 04′ 18″ N, 96° 44′ 26″ O              | Église ukrainienne typique, la plus ancienne au pays, 1899 |                               |
| Élévateurs à grains d'Inglis                                                  | 1995        | Riding Mountain West (en) 50° 56′ 38″ N, 101° 14′ 57″ O   | Rare rangée d'élévateurs à grains standard, typiques de «l'âge d'or» de 1920 à 1940 |                               |
| Fort Churchill                                                                | 1920        | Churchill 58° 45′ 19″ N, 94° 04′ 44″ O                    | Construit par Samuel Hearne en 1783; atteint par chemin de fer en 1929; la Compagnie de la Baie d'Hudson                                                                                  |                               |
| Fort Dauphin                                                                  | 1943        | Winnipegosis 51° 39′ 18″ N, 99° 55′ 19″ O                 | Un des postes établis par Pierre Gaultier de La Vérendrye, érigé en 1741; la Compagnie du Nord-Ouest                                                                                      |                               |
| Fort Dufferin                                                                 | 1937        | Emerson-Franklin 49° 01′ 50″ N, 97° 12′ 07″ O             | A servi à affirmer la souveraineté du Canada sur le Manitoba et les Territoires du Nord-Ouest entre 1872 et 1879                                                                          |                               |
| Fort La Reine                                                                 | 1925        | Portage la Prairie 49° 57′ 04″ N, 98° 19′ 38″ O           | Le plus important des postes établis dans l'Ouest par Pierre Gaultier de Varennes et de La Vérendrye; la Compagnie du Nord-Ouest                                                          |                               |
| Fort Prince-de-Galles                                                         | 1920        | Churchill 58° 47′ 54″ N, 94° 12′ 44″ O                    | Fort en pierres du XVIIIe siècle établi dans la baie d'Hudson et utilisé pour le commerce des fourrures                                                                                   |                               |
| Forts Rouge, Garry et Gibraltar                                               | 1920        | Winnipeg 49° 53′ 16″ N, 97° 08′ 07″ O                     | Fort Rouge- Pierre Gaultier de Varennes et de La Vérendrye (1738); Fort Gibraltar (en) - Compagnie du Nord-Ouest (1810); Fort Garry - Compagnie de la Baie d'Hudson (1822)                |                               |
| Gare du Canadian Northern à Miami                                             | 1976        | Thompson (en) 49° 22′ 11″ N, 98° 14′ 38″ O                | Vieille gare de ligne secondaire dans les Prairies, 1905 |                               |
| Gare du Canadien Pacifique à Winnipeg                                         | 1982        | Winnipeg 49° 54′ 17″ N, 97° 07′ 54″ O                     | Gare ferroviaire d'inspiration classique; la porte de l'Ouest (1904-1905) |                               |
| Gare Union / gare du Canadien National à Winnipeg                             | 1976        | Winnipeg 49° 53′ 20″ N, 97° 08′ 03″ O                     | Gare de style Beaux-Arts; associée au peuplement de l'Ouest (1908-11) |                               |
| Gratte-ciel de Winnipeg                                                       | 1981        | Winnipeg 49° 53′ 49″ N, 97° 08′ 18″ O                     | Important ensemble de vieux immeubles de grande hauteur |                               |
| Hangar Numéro Un du PEACB (en)                                                | 2001        | Brandon 49° 54′ 16″ N, 99° 56′ 39″ O                      | Un excellent exemple bien préservé d'un hangar du Plan d'entraînement aérien du Commonwealth britannique construit durant la Seconde Guerre mondiale                                      |                               |
| Homestead de Wasyl Negrych                                                    | 1996        | Gilbert Plains 51° 18′ 26″ N, 100° 27′ 02″ O              | Serait l'exemple le plus ancien et le mieux préservé d'habitation ukrainienne à son emplacement d'origine                                                                                 |                               |
| Hôtel de ville de Saint-Boniface                                              | 1984        | Winnipeg 49° 53′ 34″ N, 97° 07′ 14″ O                     | Imposant édifice conçu par Victor Horwood, construit en 1905 |                               |
| Hôtel Fort Garry                                                              | 1981        | Winnipeg 49° 53′ 16″ N, 97° 08′ 12″ O                     | Hôtel de société ferroviaire de style Château construit entre 1911 en 1913 |                               |
| La Fourche                                                                    | 1974        | Winnipeg 49° 53′ 12″ N, 97° 07′ 42″ O                     | Lieu de rencontre historique au confluent des rivières Rouge et Assiniboine |                               |
| Lower Fort Garry                                                              | 1950        | St. Andrews 50° 06′ 44″ N, 96° 55′ 55″ O                  | Important centre du commerce des fourrures au XIXe siècle, Compagnie de la Baie d'Hudson                                                                                                  |                               |
| Maison Gabrielle-Roy                                                          | 2009        | Winnipeg 49° 53′ 25″ N, 97° 06′ 40″ O                     | A été le centre d'un univers de personnages et d'événements marquants qui ont profondément inspiré l’œuvre de Gabrielle Roy; 1909-1937                                                    | Maison Gabrielle-Roy          |
| Maison Ralph-Connor                                                           | 2009        | Winnipeg 49° 52′ 39″ N, 97° 09′ 33″ O                     | Maison du révérend Charles Gordon, pseudonyme de Ralph Connor, bien aménagée témoigne de sa position très en vue de plus grand auteur à succès canadien du début du XXe siècle            |                               |
| Maison Riel                                                                   | 1976        | Winnipeg 49° 49′ 09″ N, 97° 08′ 10″ O                     | Maison familiale du chef métis Louis Riel |                               |
| Manitoba Theatre Centre (en)                                                  | 2009        | Winnipeg 49° 53′ 55″ N, 97° 08′ 12″ O                     | Comme en témoignent ses formes en béton coulé, sa volumétrie massive, son agencement intérieur et sa structure apparente, excellente manifestation de l'architecture brutaliste au Canada |                               |
| Monticules linéaires                                                          | 1973        | Two Borders (en) 49° 06′ 57″ N, 101° 01′ 04″ O            | Tumulus autochtones qui datent de 1000 à 1200 ans après J.-C. |                               |
| Norway House                                                                  | 1932        | Norway House 53° 59′ 23″ N, 97° 49′ 02″ O                 | Important poste établi par la Compagnie de la Baie d'Hudson au XIXe siècle |                               |
| Palais de justice de Neepawa / palais de justice du comté de Beautiful Plains | 1981        | Neepawa 50° 13′ 44″ N, 99° 27′ 54″ O                      | Édifice de 1884 abritant à la fois le palais de justice, l'hôtel de ville, la prison et le théâtre                                                                                        |                               |
| Palais de justice de Winnipeg                                                 | 1981        | Winnipeg 49° 53′ 12″ N, 97° 08′ 48″ O                     | Édifice monumental qui symbolisait la loi et l'ordre (1912-1916) | Palais de justice de Winnipeg |
| Pavillon no 2 de l'Exposition du Dominion                                     | 1999        | Brandon 49° 49′ 53″ N, 99° 57′ 27″ O                      | Dernier bâtiment à subsister parmi ceux construits pour l'Exposition du Dominion qui s'est tenue annuellement de 1879 à 1912                                                              |                               |
| Pensionnat de Miss Davis / Twin Oaks                                          | 1962        | St. Andrews 50° 03′ 22″ N, 96° 59′ 17″ O                  | École pour filles du milieu des années 1850; architecture typique de la région de la rivière Rouge                                                                                        |                               |
| Pont-barrage à rideaux Caméré St. Andrews                                     | 1990        | St. Andrews 50° 05′ 04″ N, 96° 56′ 23″ O                  | Le plus gros ouvrage du genre au monde; construit entre 1907 et 1910 |                               |
| Postes de traite Souris et Assiniboine                                        | 1927        | Oakland-Wawanesa (en) 49° 35′ 58″ N, 99° 41′ 02″ O        | Important centre de commerce des fourrures, piste Yellow Quill; les Compagnies de la Baie d'Hudson et du Nord-Ouest                                                                       |                               |
| Premier homestead de l'Ouest canadien                                         | 1945        | Portage la Prairie 50° 03′ 45″ N, 98° 17′ 08″ O           | Emplacement d'un homestead fondé en 1872, le premier à l'être en vertu du nouveau système d'arpentage                                                                                     |                               |
| Presbytère St. Andrew's                                                       | 1962        | St. Andrews 50° 03′ 58″ N, 96° 58′ 43″ O                  | Exemple de l'architecture pratiquée à la rivière Rouge au milieu du XIXe siècle (1852-1854)                                                                                               |                               |
| Quartier de la bourse (en)                                                    | 1996        | Winnipeg 49° 53′ 53″ N, 97° 08′ 09″ O                     | Centre du commerce du grain et de gros, de la finance et de l'industrie manufacturière entre 1880 et 1900 ainsi qu'entre 1900 et 1913                                                     |                               |
| Résidence d'infirmières de l'hôpital de Saint-Boniface                        | 1997        | Winnipeg 49° 53′ 03″ N, 97° 07′ 27″ O                     | Les résidences d'infirmières étaient un élément essentiel de la culture infirmière |                               |
| Temple du travail ukrainien (en)                                              | 2009        | Winnipeg 49° 55′ 05″ N, 97° 08′ 55″ O                     | A servi à exprimer l'identité et les traditions culturelles de l'Ukraine, depuis sa construction jusqu'à la fin des années 1960; (1918-19)                                                |                               |
| Théâtre Metropolitan                                                          | 1991        | Winnipeg 49° 53′ 35″ N, 97° 08′ 34″ O                     | Construit en 1919; première grande salle de cinéma au Canada |                               |
| Théâtre Pantages Playhouse                                                    | 1985        | Winnipeg 49° 53′ 56″ N, 97° 08′ 16″ O                     | Somptueux théâtre de variétés construit en 1913-1914 |                               |
| Théâtre Walker                                                                | 1991        | Winnipeg 49° 53′ 45″ N, 97° 08′ 37″ O                     | Salle de spectacle datant de 1906; lieu où se réunissaient des syndicalistes et des féministes                                                                                            |                               |
| Vestiges du ravin des Morses                                                  | 1969        | Churchill 58° 45′ 58″ N, 94° 15′ 46″ O                    | Vaste site archéologique du Dorset et du pré-Dorset |                               |
| Village de Neubergthal                                                        | 1989        | Rhineland 49° 04′ 28″ N, 97° 28′ 57″ O                    | Type de peuplement particulier des mennonites des prairies et architecture maison-grange                                                                                                  |                               |
| York Factory                                                                  | 1936        | Division No. 23, Unorganized 57° 00′ 10″ N, 92° 18′ 17″ O | Principal dépôt de traite des fourrures de la Compagnie de la Baie d'Hudson de 1684 à 1870                                                                                                |                               |

## Lieux historiques nationaux ayant perdu leur intégrité commémorative
| Lieu            | Désignation | Municipalité                      | Raison          | Photo |
| --------------- | ----------- | --------------------------------- | --------------- | ----- |
| Hôtel Empire    | 1976        | Winnipeg                          | Démoli (1980)   |       |
| Maison Elaschuk | 1976        | Shell River (municipalité rurale) | Déplacée (1987) |       |
| Théâtre Capitol | 1991        | Winnipeg                          | Démoli (2002)   |       |